# كأس تركيا 2002–03
كأس تركيا 2002–03 (بالتركية: 2002-03 Türkiye Kupası)‏ هو موسم من دوري السعودي للمحترفين. أقيم خلال الفترة 5 نوفمبر 2002 وحتى أبريل 2003، وأشرف على تنظيمه اتحاد تركيا لكرة القدم، وفاز فيه نادي طرابزون سبور.